# Juventud Guerrera
Juventud Guerrera, de son vrai nom Eduardo Aníbal González Hernández, (né le 23 novembre 1974 à Mexico au Mexique), est un catcheur professionnel mexicain. Il est particulièrement connu pour ses participations aux promotions des différentes ligues autour du monde, dont les principales américaines telles que la World Wrestling Entertainment (WWE), la World Championship Wrestling (WCW), l'Extreme Championship Wrestling (ECW) ou encore la Total Nonstop Action Wrestling (TNA), ainsi que certaines ligues majeures mexicaines telles que l'Asistencia Asesoría y Administración (AAA) et la Consejo Mundial de Lucha Libre (CMLL).

## Carrière

### Ses débuts
Juventud devint rapidement l'un des catcheurs les plus importants de l'AAA. Il eut une très longue rivalité avec Rey Mysterio pendant laquelle ils s'échangèrent le titre de champion poids moyens. Il s'affrontèrent également à de nombreuses reprises lors de matchs par équipe, Juventud faisant équipe avec son père Fuerza Guerrera tandis que Rey faisait équipe avec son oncle Rey Misterio, Sr..
Il combattit également dans de nombreuses ligues indépendantes mexicaines en tant que catcheur masqué. Sa première apparition aux États-Unis fut dans l'ECW, aux côtés d'autres luchadores tels que Rey Mysterio, Dionicio Castellanos, Charles Ashenoff (Konnan) et Adolfo Tapia. Ces catcheurs combattaient par ailleurs au Mexique pour Konnan, dans des shows diffusés sur TV Azteca. Quand Konnan quitta la WCW, Juventud et les autres le suivirent.

### World Championship Wrestling
Peu avant de signer avec la WCW, Juventud participa brièvement à l'ECW. Il fit vraiment ses débuts à la WCW le 26 août 1996, dans une édition du WCW Monday Nitro, où il fut victorieux contre Billy Kidman. Durant les années 1996 et 1997, il porta un masque, comme il le faisait dans les ligues mexicaines ainsi qu'à l'ECW. Ses combats les plus mémorables durant ces deux années, furent contre ses compatriotes Rey Mysterio et Dionicio Castellanos. Le 8 janvier 1998, il effectua un tombé sur Yoshihiro Asai lors du show inaugural du WCW Thunder, ce qui lui permit de décrocher le titre du WWE Cruiserweight Championship. Toutefois, il perdit le titre une semaine plus tard dans une édition de Thunder, au profit de son rival Rey Mysterio. Au SuperBrawl 1998, Juventud affronta Chris Jericho pour le titre dans un combat de type Mask vs. Title match, mais il perdit et dû enlever son masque. Après cet événement, Chris jericho se moqua souvent de l'apparence physique de Juventud en le surnommant "Quasi-tud", en référence à Quasimodo, le personnage défiguré de Notre-Dame de Paris. Plus tard dans l'année, Juventud se vengera en battant Chris au Road Wild 1998, récupérant à l'occasion le titre Cruiserweight. Lors du Fall Brawll 1998, il parvint à conserver son titre contre César González, mais il le perdit la nuit suivante au profit de Billy Kidman, lors d'un show de WCW Monday Nitro.
Par la suite, Juventud devint temporairement présentateur du show WCW Thunder, ce qui lui permit de rester présent à l'écran, tout en récupérant d'une blessure. À cette époque, il imitait souvent Dwayne Johnson, la star de la WWE, en se faisant appeler "The Juice" et en imitant ses célèbres répliques, ce qui agaçait considérablement le public. Une fois rétabli, il rejoignit Rey Mysterio, Konnan, Billy Kidman et Eddie Guerrero pour former l'équipe des Filthy Animals. Durant l'existence de cette formation, lui et Rey devinrent les champions par équipes de la WCW.
En octobre 2000, durant une promotion de la WCW en Australie, il fut arrêté dans son hôtel car il se promenait nu dans les couloirs tout en criant, et car il attaqua les officiers de police qui étaient venus l'arrêter. D'après le livre The Death of WCW du catcheur RD Reynolds, Juventud était sous l'influence du PCP car il avait fumé de la drogue plus tôt dans la soirée, à laquelle une substance inconnue avait été ajoutée. Il plaida coupable d'assaut sur les policiers en leur causant des lésions corporelles, de trouble de l'ordre public, d'exhibition volontaire et de possession d'ecstasy. Du coup, il fut expulsé pour le reste du tour promotionnel et fut plus tard remercié par la WCW, qui lui réclama par ailleurs 1800 USD.

### Circuits indépendants
Après avoir quitté la WCW, Juventud combattit dans de nombreuses ligues telles que l'Xtreme Pro Wrestling, l'AAA, la CMLL, la World Wrestling All-Stars ou encore la Frontier Wrestling Alliance. Il fit également quelques apparitions dans la Pro Wrestling NOAH, notamment en tant que l'un des 12 participants dans un tournoi de championnat dont l'objectif était de couronner le premier champion poids lourds junior de la GHC. Cependant, il fut battu en finale par Yoshinobu Kanemaru le 24 juin 2001 à Nagoya. Quand il était à la CMLL, il s'est souvent mis en équipe avec Rey Mysterio avant que ce dernier ne quitte la CMLL pour aller à la WWE. Une fois Rey parti, courant 2002, Juventud rejoignit une nouvelle ligue : la Total Nonstop Action Wrestling.

### Total Nonstop Action Wrestling
À la TNA, Juventud fut rejoint par les catcheurs mexicains Mr. Águila, Héctor Garza, Abismo Negro et Erick Casas. Ils formèrent une équipe connue sous le nom de Team AAA, qu'ils renommèrent plus tard en Team Mexico, pour combattre aux TNA's World X Cup Matches. Il participa également à la 2003 Super X Cup, où il fut battu en finale par Chris Sabin.
Quand les relations professionnelles entre la TNA et l'AAA prirent fin, la Team Mexico fut dissoute et Juventud repartit dans les ligues de lucha libre.

### World Wrestling Entertainment
Au printemps 2005, Juventud signa un contrat avec la WWE. Il fit son premier combat le 18 juin 2005, où il battit Shoichi Funaki lors du show WWE Velocity. Le 23 juin, avec Dionicio Castellanos et Francisco Pantoja Islas (qui se surnommaient eux-mêmes les "Mexicools"), ils interrompirent un combat entre Chavo Guerrero et Paul London, en arrivant jusqu'au ring en conduisant un tracteur tondeuse puis en attaquant les deux catcheurs. Au fil des semaines, ils perpétuèrent ce show, les Mexicools arrivant à l'improviste et attaquant les catcheurs présents sur le ring. Juventud s'auto-proclama leader du groupe et se mit à réutiliser son ancien pseudonyme "The Juice".
En juillet 2004, lors d'un show The Great American Bash, les Mexicools l'emportèrent sur les Blue World Order, composée alors de Stevie Richards, Brian Heffron et de Mike Bucci, dans un combat par équipes à 3 contre 3.
Après plusieurs semaines durant lesquelles ils interrompaient des combats, les Mexicools durent participer aux shows Velocity. Ils s'en prirent alors à James Maritato, champion cruiserweight, et à son équipier Vito LoGrasso. À cette époque, chaque membre des Mexicools l'emporta souvent sur le champion.
Lors du SmackDown du 4 octobre, les Mexicools affrontèrent Brian Kendrick, Paul London, Scott Garland et Shoichi Funaki dans une Battle Royale afin d'avoir une chance d'obtenir le titre de champion cruiserweight au No Mercy 2005. Après un long combat, Juventud finit par éliminer Paul London, remportant ainsi la Battle Royale et pouvant désormais prétendre au titre. Le 9 octobre, il l'emporta contre Nunzio grâce à un Juvi Driver et obtint le titre de cruiserweight. Ce fut son premier titre à la WWE et son quatrième titre de cruiserweight.
Plus tard, il perdit son titre au profit de Nunzio lors d'un show en direct en Italie. Il le regagna le 25 novembre dans un épisode de SmackDown en Angleterre, mais le reperdit le 18 décembre 2005, lors de Armageddon 2005.
Le 6 janvier 2006, la WWE annonça que Juventud ne faisait plus partie de la ligue. Son dernier combat eut lieu ce même soir lors d'un SmackDown pour le titre de cruiserweight contre Kash. Pendant ce match, il utilisa de nombreux mouvements aériens — malgré le fait que la WWE avait dit aux cruiserweights d'abandonner ce type d'attaque — dont le 450° splash, un mouvement banni de la WWE car lors d'un précédent match, Juventud l'utilisa contre Paul London qui l'intercepta mal et du coup, eut de nombreux os du visage fracturés.

### Asistencia Asesoría y Administración
Après avoir quitté la WWE, Juventud retourna au Mexique pour combattre dans l'AAA. Il rejoignit la ligue le 30 avril 2006 et forma une nouvelle équipe, connue sous le nom de Mexican Powers, avec Psicosis II, Extreme Tiger, Joe Lider et Crazy Boy. Cependant Psicosis II et Extreme Tiger ne restèrent pas longtemps dans l'équipe. Lors d'un show TNA contre AAA à Mexico, Juventud fut l'un des catcheurs mexicains qui aida The Latin American Xchange, notamment en attaquant A.J. Styles. Cet extrait fut diffusé plus tard, le 5 octobre 2006, dans un épisode de TNA iMPACT!.
En août 2008, Juventud tint une conférence de presse où il annonça son départ de l'AAA pour aller vers les ligues indépendantes mexicaines. En septembre, il forma les Sexicools, une parodie du groupe Mexicools, avec Intocable et Toscano. En dépit des rumeurs, Juventud ne quitta pas l'AAA pour la CMLL.
Le 15 mars 2009, Juventud fit un retour surprise à l'AAA, lors du show annuel Rey de Reyes 2009. Il aida Charly Manson ce qui permit à son l'équipe D-Generation-Mex de remporter la victoire. À la suite de ce match, il intégra les D-Generation-Mex.Il lutte actuellement a la Nu-Wrestling Evolutio où il est le NWE cruiserweight champion
Lors de TripleMania XX, Chessman, La Familia de Tijuana, The Hart Foundation 2.0 et lui battent La Hermanda 187 dans un Elimination Steel Cage Match.
Lors de Fusion TV-Taping, il bat Aero Star, Pentagon Jr. et Ultimo Gladiator en demi-finale du tournoi pour le AAA Fusion Championship. Lors de Rey De Reyes 2013, il perd contre Fenix dans un Elimination Match qui comprenait également Crazy Boy et Daga, après qu'il s'est fait éliminer par ce dernier, en finale d'un tournoi pour le AAA Fusion Championship vacant.
Le 25 août 2018 lors de Triplemania XXVI, il perd un Lumberjack Tag Team match avec Jack Evans et Teddy Hart contre Superfly, Chessman et Averno.

## Dans les médias
Juventud apparaît dans son propre rôle dans le film Ready to Rumble, réalisé en 2000, mais il est crédité sous le nom de Juventud Guerrero.

## Vie personnelle
Il est le fils du légendaire catcheur mexicain Fuerza Guerrera. L'un de ses cousins pratique également le catch au Mexique sous le nom de Furia Guerrera. Il est divorcé et a un fils nommé Andrew.
En mars 2009, Juventud eut le nez cassé et de nombreuses ecchymoses à la suite d'un combat hors ring contre Konnan et Jack Evans. Le combat débuta après que Guerrera a accusé Konnan d'avoir déféqué dans son sac. Evans, qui n'était pas loin, attrapa Guerrera par derrière, démarrant ainsi le combat.

## Palmarès
- Asistencia Asesoría y Administración
  - 1 fois Campeonato Mundial Crucero AAA
- Big Time Wrestling
  - 1 fois BTW United States Light Heavyweight Championship

- Comisión de Box y Lucha Libre Mexico D.F.
  - 1 fois Mexican National Atómicos Championship (avec Crazy Boy, Joe Lider et Psicosis II)
  - 3 fois Mexican National Tag Team Championship (avec Fuerza Guerrera)
- Fighting Spirit Wrestling
  - 1 fois FSW Primero Championship

- International Wrestling All-Stars
  - 1 fois IWAS Tag Team Championship (avec Jerry Estrada)

- International Wrestling Association
  - 1 fois IWA World Junior Heavyweight Championship[4]
- Intense Championship Wrestling
  - 1 fois ICW World Heavyweight Championship
- Insane Championship Wrestling
  - 1 fois ICW Heavyweight Championship
- Ironfist Wrestling
  - 1 fois Ironfist Wrestling Flyweight Championship

- New Japan Pro Wrestling
  - 1 fois IWGP Junior Heavyweight Championship

- Nu-Wrestling Evolution
  - 1 fois NWE Cruiserweight Championship

- Pro Wrestling Illustrated
  - PWI le classa #25 parmi les 500 meilleurs catcheurs en 1998[5]
  - PWI le classa #140 parmi les 500 meilleurs catcheurs en 2003[6]
- Pure Action Championship Wrestling
  - 1 fois PACW Cruiseweight Championship

- Total Nonstop Action Wrestling
  - TNA 2004 America's X Cup Tournament avec Mr. Águila, Abismo Negro, Héctor Garza et Heavy Metal

- Universal Wrestling Association
  - 1 fois UWA World Tag Team Championship

- World Championship Wrestling
  - 3 fois WCW Cruiserweight Championship[7]
  - 1 fois WCW World Tag Team Championship (avec Rey Mysterio)[8]

- World Wrestling All-Stars
  - 2 fois WWAS International Cruiserweight Championship

- World Wrestling Association
  - 2 fois WWA World Lightweight Championship
  - 1 fois WWA World Welterweight Championship
  - 2 fois WWA World Tag Team Championship (avec Fuerza Guerrera)[9]
  - 1 fois WWA World Trios Championship (avec Fuerza Guerrera et Psicosis)

- World Wrestling Council
  - 1 fois WWC World Junior Heavyweight Championship[10]

- World Wrestling Entertainment
  - 2 fois WWE Cruiserweight Championship

- Wrestling Observer Newsletter awards
  - Best Flying Wrestler (1998, 1999)[11]

- Xtreme Wrestling Federation
  - 1 fois XWF World Cruiserweight Championship

- Xtreme Latin American Wrestling
  - 1 fois XLAW Extreme Junior Heavyweight Championship
- Xtreme Italian Wrestling
  - 1 fois XIW Italian Championship